# Circuit of The Americas
Der Circuit of The Americas (CoTA) ist eine 5,516 km lange Motorsport-Rennstrecke nahe Austin, Texas, Vereinigte Staaten. Die Rennstrecke wurde im Jahr 2012 fertiggestellt. Seitdem findet der Große Preis der USA, ein Rennen der Formel 1, auf der Rennstrecke statt. Außerdem konnte der Veranstalter der Motorrad-Weltmeisterschaft einen Zehnjahresvertrag mit dem Streckenbetreiber abschließen, sodass seit 2013 hier auch Rennen zur Motorrad-WM stattfinden. Seit 2021 finden hier auch Rennen der NASCAR-Serie statt.

## Rennstrecke
Die Rennstrecke sowie Box und Fahrerlager wurde von dem deutschen Streckenarchitekten Hermann Tilke entworfen. Das Architektenbüro Miro Rivera Architects, ebenfalls aus Austin, ist für die Außenanlagen wie z. B. die Tribünen verantwortlich. Die Strecke umfasst 20 Kurven, beinhaltet Höhenunterschiede von 40 Metern und wird als eine der wenigen Strecken in der Formel 1 gegen den Uhrzeigersinn gefahren. Die Start-Ziel-Gerade endet mit einer Bergaufpassage, die in eine Haarnadelkurve mündet. Die Strecke enthält Passagen, die dem Maggots-Becketts-Abschnitt in Silverstone oder dem Motodrom in Hockenheim ähneln.
Die Fahrer Sebastian Vettel und Lewis Hamilton kritisierten vor dem Rennen am 3. November 2019 die außergewöhnlich starke Welligkeit des Belags der Strecke.
Vor dem Großen Preis der USA 2022 wurde Kurve 20 in „The Andretti“ zu Ehren der US-Motorsport-Legende Mario Andretti umbenannt.

## Sonstiges
Für 2020 wurde das Rennen aufgrund der COVID-19-Pandemie abgesagt.

## Statistik

### Formel 1

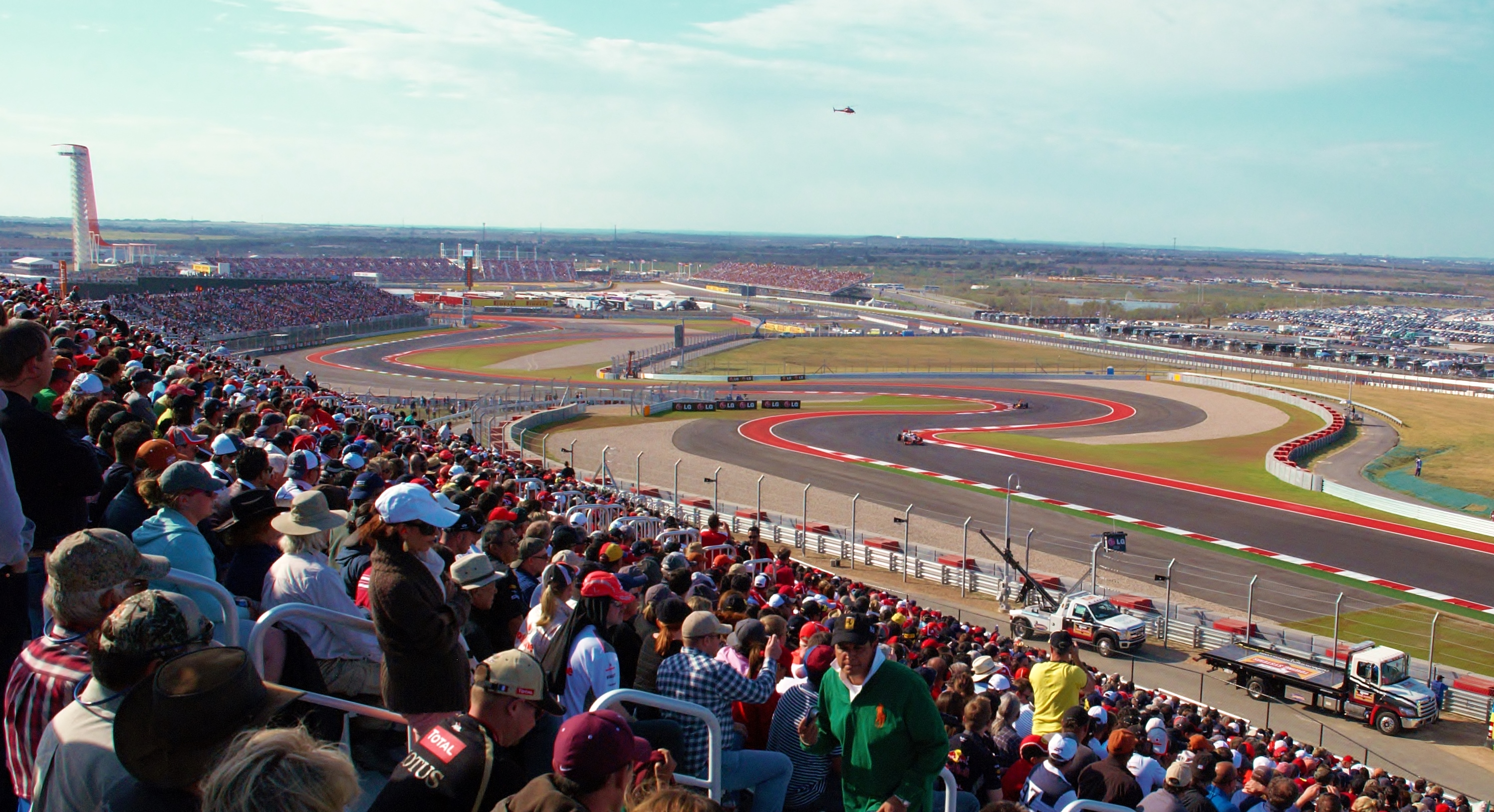
Circuit of The Americas

| Nr. | Jahr | Fahrer                                  | Konstrukteur                            | Motor                                   | Reifen                                  | Zeit                                    | Streckenlänge                           | Runden                                  | Ø-Tempo                                 | Datum                                   | GP der |
| --- | ---- | --------------------------------------- | --------------------------------------- | --------------------------------------- | --------------------------------------- | --------------------------------------- | --------------------------------------- | --------------------------------------- | --------------------------------------- | --------------------------------------- | ------ |
| 1   | 2012 | Lewis Hamilton                          | McLaren                                 | Mercedes                                | P                                       | 1:35:55,269 h                           | 5,516 km                                | 56                                      | 193,219 km/h                            | 18. November                            | USA    |
| 2   | 2013 | Sebastian Vettel                        | Red Bull                                | Renault                                 | P                                       | 1:39:17,148 h                           | 5,516 km                                | 56                                      | 186,374 km/h                            | 17. November                            | USA    |
| 3   | 2014 | Lewis Hamilton                          | Mercedes                                | Mercedes                                | P                                       | 1:40:04,785 h                           | 5,516 km                                | 56                                      | 185,190 km/h                            | 2. November                             | USA    |
| 4   | 2015 | Lewis Hamilton                          | Mercedes                                | Mercedes                                | P                                       | 1:50:52,703 h                           | 5,516 km                                | 56                                      | 166,888 km/h                            | 25. Oktober                             | USA    |
| 5   | 2016 | Lewis Hamilton                          | Mercedes                                | Mercedes                                | P                                       | 1:38:12,618 h                           | 5,516 km                                | 56                                      | 188,415 km/h                            | 23. Oktober                             | USA    |
| 6   | 2017 | Lewis Hamilton                          | Mercedes                                | Mercedes                                | P                                       | 1:33:50,993 h                           | 5,516 km                                | 56                                      | 197,169 km/h                            | 22. Oktober                             | USA    |
| 7   | 2018 | Kimi Räikkönen                          | Ferrari                                 | Ferrari                                 | P                                       | 1:34:18,643 h                           | 5,516 km                                | 56                                      | 196,206 km/h                            | 21. Oktober                             | USA    |
| 8   | 2019 | Valtteri Bottas                         | Mercedes                                | Mercedes                                | P                                       | 1:33:55,653 h                           | 5,516 km                                | 56                                      | 197,006 km/h                            | 3. November                             | USA    |
| –   | 2020 | abgesagt aufgrund der COVID-19-Pandemie | abgesagt aufgrund der COVID-19-Pandemie | abgesagt aufgrund der COVID-19-Pandemie | abgesagt aufgrund der COVID-19-Pandemie | abgesagt aufgrund der COVID-19-Pandemie | abgesagt aufgrund der COVID-19-Pandemie | abgesagt aufgrund der COVID-19-Pandemie | abgesagt aufgrund der COVID-19-Pandemie | abgesagt aufgrund der COVID-19-Pandemie | USA    |
| 9   | 2021 | Max Verstappen                          | Red Bull                                | Honda                                   | P                                       | 1:34:36,552 h                           | 5,516 km                                | 56                                      | 195,587 km/h                            | 24. Oktober                             | USA    |
| 10  | 2022 | Max Verstappen                          | Red Bull                                | RBPT                                    | P                                       | 1:42:11,687 h                           | 5,513 km                                | 56                                      | 181,069 km/h                            | 23. Oktober                             | USA    |
| 11  | 2023 | Max Verstappen                          | Red Bull                                | RBPT                                    | P                                       | 1:35:21,362 h                           | 5,513 km                                | 56                                      | 194,258 km/h                            | 22. Oktober                             | USA    |
| 12  | 2024 | Charles Leclerc                         | Ferrari                                 | Ferrari                                 | P                                       | 1:35:09,639 h                           | 5,513 km                                | 56                                      | 194,657 km/h                            | 20. Oktober                             | USA    |

Rekordsieger
Fahrer: Lewis Hamilton (5) • Fahrernationen: Großbritannien (5) • Konstrukteure: Mercedes (5) • Motorenhersteller: Mercedes (6) • Reifenhersteller: Pirelli (12)

### Alle Sieger von MotoGP-Rennen auf dem Circuit of The Americas
| Nr. | Jahr | Sieger                                  | Motorrad                                | Reifen                                  | Zeit                                    | Streckenlänge                           | Runden                                  | Ø-Tempo                                 | Datum                                   | GP von       |
| --- | ---- | --------------------------------------- | --------------------------------------- | --------------------------------------- | --------------------------------------- | --------------------------------------- | --------------------------------------- | --------------------------------------- | --------------------------------------- | ------------ |
| 1   | 2013 | Marc Márquez                            | Honda                                   | B                                       | 43:42,123 min                           | 5,513 km                                | 21                                      | 158,949 km/h                            | 21. April                               | The Americas |
| 2   | 2014 | Marc Márquez                            | Honda                                   | B                                       | 43:33,430 min                           | 5,513 km                                | 21                                      | 159,477 km/h                            | 13. April                               | The Americas |
| 3   | 2015 | Marc Márquez                            | Honda                                   | B                                       | 43:47,150 min                           | 5,513 km                                | 21                                      | 158,644 km/h                            | 12. April                               | The Americas |
| 4   | 2016 | Marc Márquez                            | Honda                                   | M                                       | 43:57,945 min                           | 5,513 km                                | 21                                      | 157,995 km/h                            | 10. April                               | The Americas |
| 5   | 2017 | Marc Márquez                            | Honda                                   | M                                       | 43:58,770 min                           | 5,513 km                                | 21                                      | 157,946 km/h                            | 23. April                               | The Americas |
| 6   | 2018 | Marc Márquez                            | Honda                                   | M                                       | 41:52,002 min                           | 5,513 km                                | 20                                      | 158,016 km/h                            | 22. April                               | The Americas |
| 7   | 2019 | Álex Rins                               | Suzuki                                  | M                                       | 41:45,499 min                           | 5,513 km                                | 20                                      | 158,426 km/h                            | 22. April                               | The Americas |
| –   | 2020 | abgesagt aufgrund der COVID-19-Pandemie | abgesagt aufgrund der COVID-19-Pandemie | abgesagt aufgrund der COVID-19-Pandemie | abgesagt aufgrund der COVID-19-Pandemie | abgesagt aufgrund der COVID-19-Pandemie | abgesagt aufgrund der COVID-19-Pandemie | abgesagt aufgrund der COVID-19-Pandemie | abgesagt aufgrund der COVID-19-Pandemie | The Americas |
| 8   | 2021 | Marc Márquez                            | Honda                                   | M                                       | 41:41,435 min                           | 5,513 km                                | 20                                      | 159,713 km/h                            | 3. Oktober                              | The Americas |
| 9   | 2022 | Enea Bastianini                         | Ducati                                  | M                                       | 41:23,111 min                           | 5,513 km                                | 20                                      | 159,854 km/h                            | 10. April                               | The Americas |
| 10  | 2023 | Álex Rins                               | Honda                                   | M                                       | 41:14,649 min                           | 5,513 km                                | 20                                      | 160,782 km/h                            | 16. April                               | The Americas |
| 11  | 2024 | Maverick Vinales                        | Aprilia                                 | M                                       | 41:09,503 min                           | 5,513 km                                | 20                                      | 160,7 km/h                              | 14. April                               | The Americas |
| 12  | 2025 | Francesco Bagnaia                       | Ducati                                  | M                                       | 39:00,191 min                           | 5,513 km                                | 20                                      | 161,1 km/h                              | 30. März                                | The Americas |

Rekordsieger
Fahrer: Marc Márquez (7) • Fahrernationen: Spanien (10) • Konstrukteure: Honda (8) • Reifenhersteller: Michelin (9)